# Wilnaer Barock

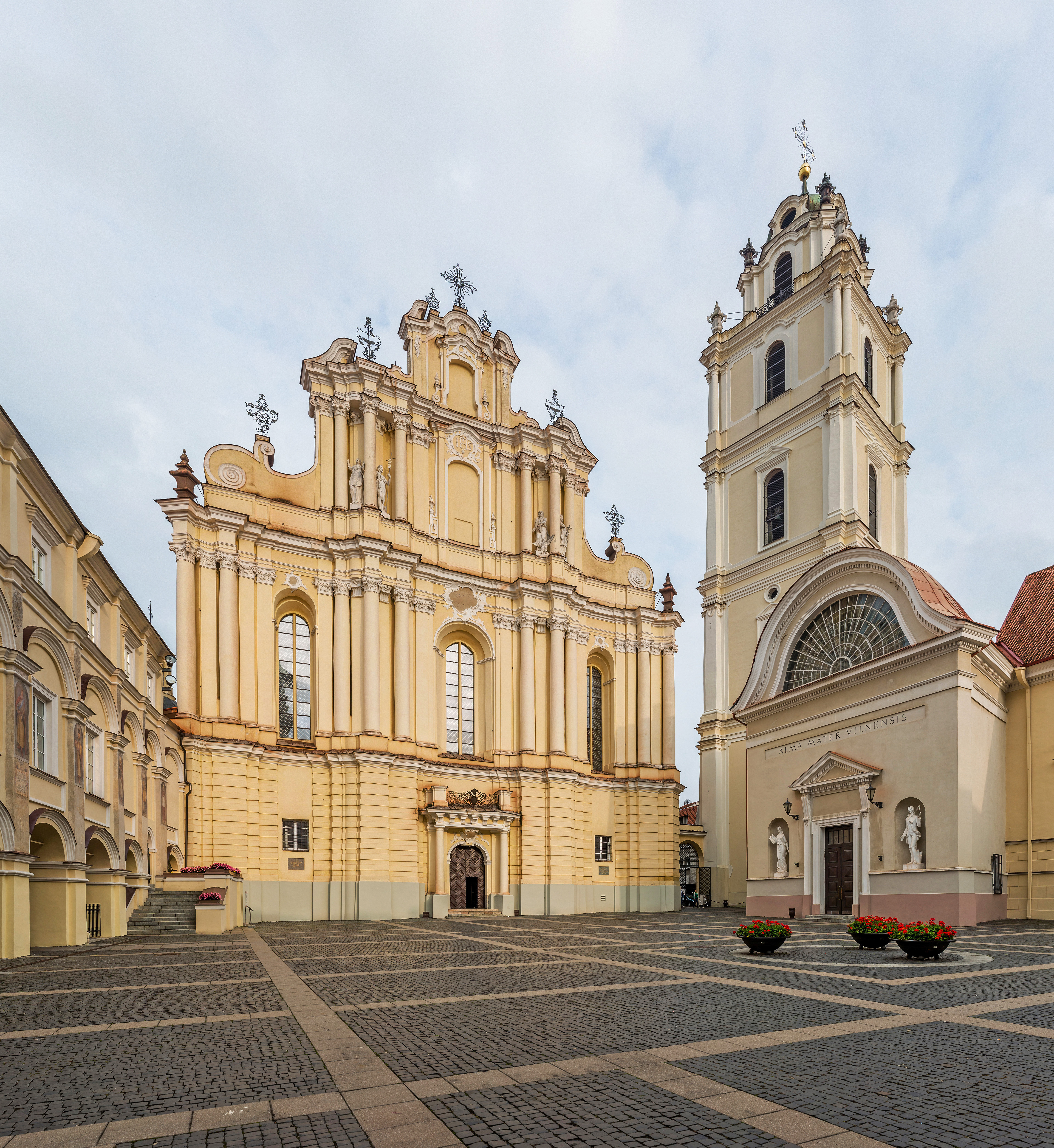
Johanneskirche in Vilnius

Der als Wilnaer Barock (polnisch barok wileński, litauisch Vilnietiškas barokas, belarussisch Віленскае барока Wilenskaje baroka, russisch Виленское барокко Wilenskoje barokko) bezeichnete Baustil ist eine regionale Variante des Spätbarocks in der Region um Vilnius (historisch deutsch Wilna), von wo er sich über das heutige Litauen, Lettland und Belarus bis ins heutige Nordostpolen ausbreitete. Architekten des Wilnaer Barock waren zum großen Teil sächsische Baumeister, die sich in Polen-Litauen im frühen 18. Jahrhundert niederließen. Als Wegbereiter gilt der aus Schlesien stammende Architekt Johann Christoph Glaubitz. Im Stil des Wilnaer Barock wurden Kirchen, Synagogen, Schlösser, aber auch Bürgerhäuser errichtet. Der Stil fällt mit der Regierungszeit der Dynastie der Sachsen-Könige August der Starke und August III. Wettin in Polen-Litauen zusammen. Der Wilnaer Barock wurde um die Mitte des 18. Jahrhunderts vom Rokoko verdrängt. Während des Historismus wurden zahlreiche Kirchen in Polen und in Litauen im Stil des Neobarocks errichtet, der an den Wilnaer Barock anknüpfte. 